# Liberación
Liberación är en ort i Mexiko.   Den ligger i kommunen Jiquipilas och delstaten Chiapas, i den sydöstra delen av landet, 700 km sydost om huvudstaden Mexico City. Liberación ligger 635 meter över havet och antalet invånare är 486.
Terrängen runt Liberación är kuperad åt sydväst, men åt nordost är den platt. Runt Liberación är det ganska glesbefolkat, med 35 invånare per kvadratkilometer. Närmaste större samhälle är Tiltepec, 5,5 km sydväst om Liberación. Omgivningarna runt Liberación är en mosaik av jordbruksmark och naturlig växtlighet.